# 突腹拟态蛛
突腹拟态蛛（学名：Mimetus testaceus）为拟态蛛科拟态蛛属的动物。分布于日本、朝鲜以及中国大陆的浙江、湖南、广州、贵州等地，多栖息于常栖居于漏斗蛛和芜蛛的网上。该物种的模式产地在日本。